# Никольский, Борис Васильевич
Борис Васильевич Никольский (1 мая 1937, Москва, РСФСР, СССР — 18 декабря 2007, Женева, Швейцария) — советский и российский партийный и государственный деятель. Член КПСС с 1963 года; кандидат в члены ЦК КПСС (1986—1990), второй секретарь ЦК КП Грузии (1984—1989). Член Совета Федерации от правительства Москвы (2002—2003). Депутат Совета Союза Верховного Совета СССР 11 созыва (1984—1989) от Грузинской ССР. Народный депутат СССР. Депутат Верховного Совета РСФСР. Депутат Моссовета.

## Биография
Родился 1 мая 1937 года в Москве; окончил Московский институт механизации и электрификации сельского хозяйства в 1959 году. Работал на машиностроительном заводе опытных конструкций Всесоюзного института механизации сельского хозяйства на должностях от мастера до главного инженера.
С 1968 года — на партийной и советской работе в Ждановском районе г. Москвы. В 1976—1982 годах — заместитель председателя исполкома Московского городского Совета народных депутатов. В 1982—1984 годах — секретарь Московского горкома КПСС. В 1984—1989 годах — второй секретарь ЦК КП Грузии; с 1989 г. первый заместитель председателя Плановой комиссии Мосгорисполкома.
С 1990 года — первый заместитель председателя Мосстройкомитета. В 1991—1992 годах — заместитель премьера, министр правительства г. Москвы, руководитель комплекса городской инфраструктуры. С 1992 года — первый заместитель премьера московского правительства, руководитель комплекса городского хозяйства, в 1994 году одновременно с должностью первого вице-премьера Москвы являлся министром правительства Крыма. Сохранил свой пост первого вице-премьера Правительства Москвы и сферу ответственности (руководитель комплекса городского хозяйства) при формировании нового состава правительства в январе 2000 года после переизбрания мэром Ю. Лужкова. В апреле 2001 года был назначен представителем правительства Москвы в совете директоров ОАО «Мосэнерго».
В январе 2002 года был назначен представителем в Совете Федерации Федерального Собрания РФ от Правительства Москвы, был членом Комитета Совета Федерации по бюджету, сложил полномочия в декабре 2003 году в связи с истечением их срока.
Умер 18 декабря 2007 года после продолжительной болезни в швейцарской клинике, где проходил лечение. Похоронен в Москве на Троекуровском кладбище.

## Награды и звания
- Орден «За заслуги перед Отечеством» III степени (1997)[2]
- два ордена Трудового Красного Знамени
- орден «Знак Почёта»
- орден Дружбы народов
- орден «За личное мужество»
- медаль «Защитнику свободной России» (1993)[3]
- медали
- Заслуженный энергетик Российской Федерации (1995)[4]
- Почётный строитель России
- Лауреат Государственной премии РФ в области науки и техники (1998)[5]
- Почётная грамота Правительства Российской Федерации (2 сентября 1997) — за большой личный вклад в социально-экономическое развитие столицы и в связи с 850-летием основания Москвы